# S 155
S 155, также известная как Туманность Пещера, (С9, Sh2-155), является тусклой и очень рассеянной эмиссионной туманностью. Она входит в большей комплекс туманностей, содержащий эмиссионную, отражательную и темную туманности. Этот комплекс туманностей охватывает область размером около трех дисков полной Луны (1.5 градуса).

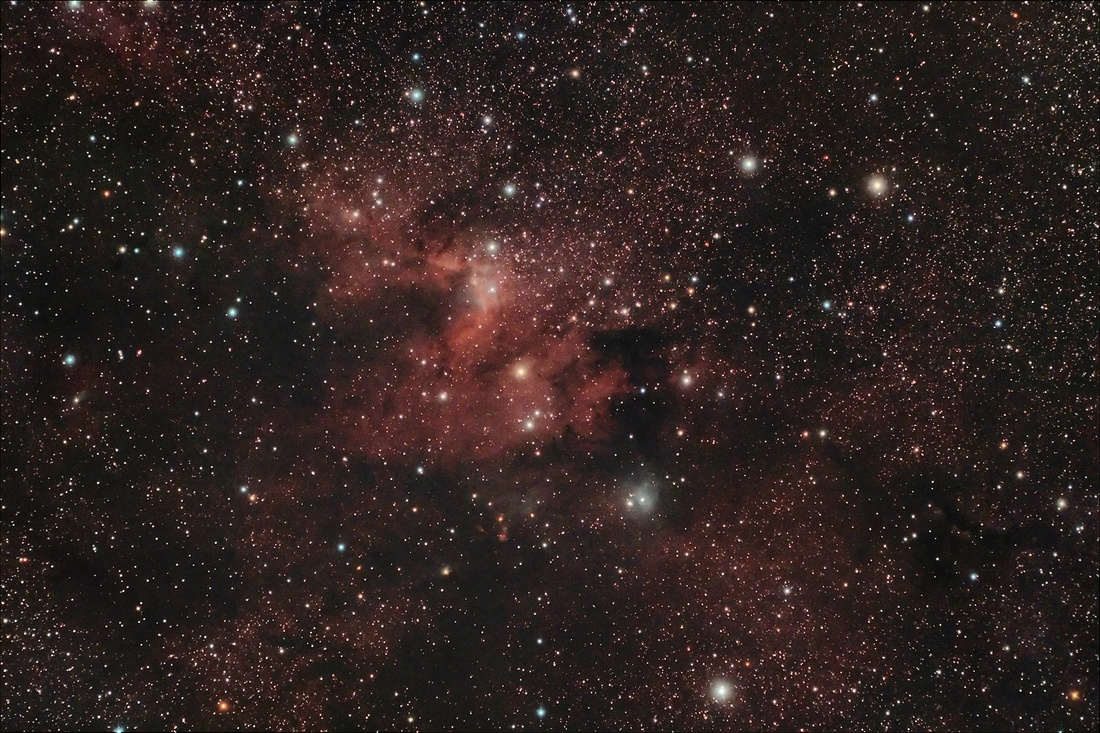
Туманность Пещера

Туманность находится в плоскости Млечного Пути на расстоянии около 2  400 световых лет от нас в направлении на северное созвездие Цефея. Астрономические исследования этой области показали, что туманность образовалась на границе между массивным молекулярным облаком Цефей B и ассоциацией молодых голубых горячих звёзд Цефей OB 3. Яркий ободок туманности состоит из ионизованного межзвёздного газа, свечение которого подпитывается излучением горячих звёзд. В основном это излучение яркой голубой звезды класса О. Ионизационные фронты, порождённые излучением, могут вызвать сжатие вещества и образование внутри него новых звёзд. Космическая пещера имеет размер около 10 световых лет в поперечнике, что вполне подходит для звёздных яслей.
Визуально — это очень сложный объект для наблюдения, но при адекватной экспозиции можно получить поразительные изображения. Туманность получила имя туманность Пещера из-за темной перемычки на восточной стороне, примыкающей к самой яркой кривой от эмиссионной туманности, что создает впечатление глубокой пещеры при осмотре через телескоп визуально.